# Stereopticon
|  | No s'ha de confondre amb Estereoscopi. |

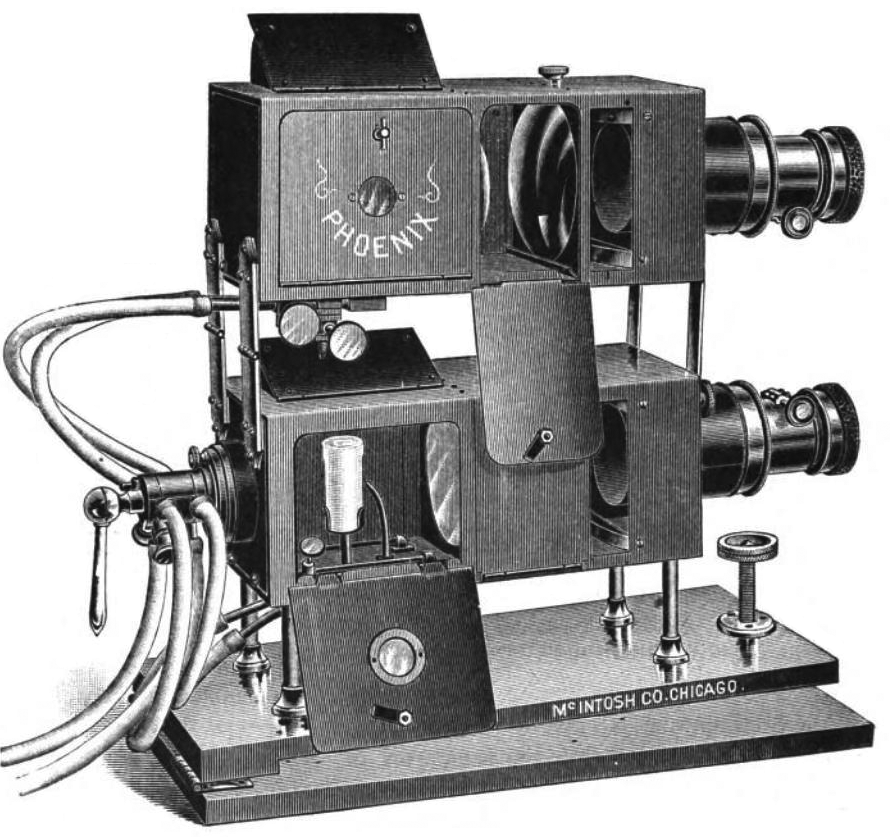
Il·lustració de l'stereopticon.

L'stereopticon (en anglès), és un aparell reproductor similar a la llanterna màgica, tot i que proporciona una major qualitat i mida de projecció. Aquest sistema disposa de dues lents, usualment una sobre l'altra, que permeten fondre imatges.
Habitualment, el terme stereopticon ha estat mal utilitzat per referir-se al terme estereoscopi. Un stereopticon no projecta o mostra imatges estereoscòpiques o tridimensionals (3D). Per tant, tots els stereopticons poden ser considerats llanternes màgiques, però no totes les llanternes màgiques poden ser considerades stereopticons.

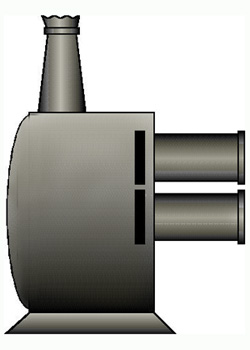
Il·lustració de lstereopticon.

## Història
Aquests aparells es remunten a mitjans del segle xix. Era una forma d'entreteniment i d'educació abans de l'arribada de les imatges en moviment i del cinema.
Els nord-americans William i Frederick Langenheim van introduir la tecnologia de diapositiva de l'stereopticon (les exposicions de diapositives de fotografies projectades sobre el vidre) el 1850. Per només deu centaus, la gent podia veure fotografies realistes sobre natura, història i temes científics. Al principi, es mostraven les imatges de forma aleatòria. Amb el temps, es van començar a col·locar les diapositives en un ordre lògic, creant una narrativa. Aquesta narració visual va precedir directament al desenvolupament de les primeres imatges en moviment.
Fabricat industrialment per l'empresa francesa Pathé Frères (dels germans Émile i Charles Pathé), l'stereopticon acapararia la cinematografia mundial fins a la Primera Guerra Mundial, quan la producció nord-americana comença a regir.